# Albert Lotz (Politiker, 1858)
Albert Lotz (* 24. Oktober 1858 in Cassel; † 22. März 1926 in Marburg) war ein preußischer Beamter, Abgeordneter und Hochschullehrer im Bereich der Verwaltungswissenschaft.

## Leben
Lotz studierte Rechtswissenschaften und promovierte zum Dr. jur. Nach der Prüfung für höhere Verwaltungsbeamte 1887 war er bei der Regierung in Bromberg tätig. Später wechselte er als kommissarischer Hilfsarbeiter ins Reichsversicherungsamt. Danach war er im Ministerium für Handel und Gewerbe tätig. Zwischen 1890 und 1894 war er Landrat in Leer. Von 1894 bis 1898 war Lotz Landrat in Melsungen. Danach war er als Regierungsrat in Liegnitz und ab 1902 in Münster tätig.
In Münster war er ab dem Wintersemester 1902/1903 auch Dozent bei der rechts- und staatswissenschaftlichen Fakultät der dortigen Universität. Er lehrte dort Verwaltungs-, Staats- und Völkerrecht, Verfassungs-, Finanz- und Wirtschaftsgeschichte.
Der aus der Verwaltungspraxis kommende Lotz versuchte seit 1904 eine Gleichstellung mit den sonstigen Honorarprofessoren zu erreichen. Dies scheiterte zunächst, weil seine „literarische Leistung“ als nicht ausreichend angesehen wurde. Im Jahr 1906 wurde er zum Professor ernannt. Im Jahr 1910 verzichtete er schließlich auf den Lehrauftrag für Verwaltungsrecht.
Seit 1893 war Lotz Mitglied des preußischen Abgeordnetenhauses für den Wahlbezirk Aurich 3 (Leer, Weener). Er gehörte keiner Partei an, hospitierte aber dann 1904 bis 1908 bei der Fraktion der freikonservativen Partei, der er sich 1908 anschloss. Dem Parlament gehörte er bis 1911 an, er legte wegen seiner Beförderung sein Mandat nieder.
Von 1911 bis 1921 war er am preußischen Oberverwaltungsgericht tätig.

## Verwaltungswissenschaftliche Positionen

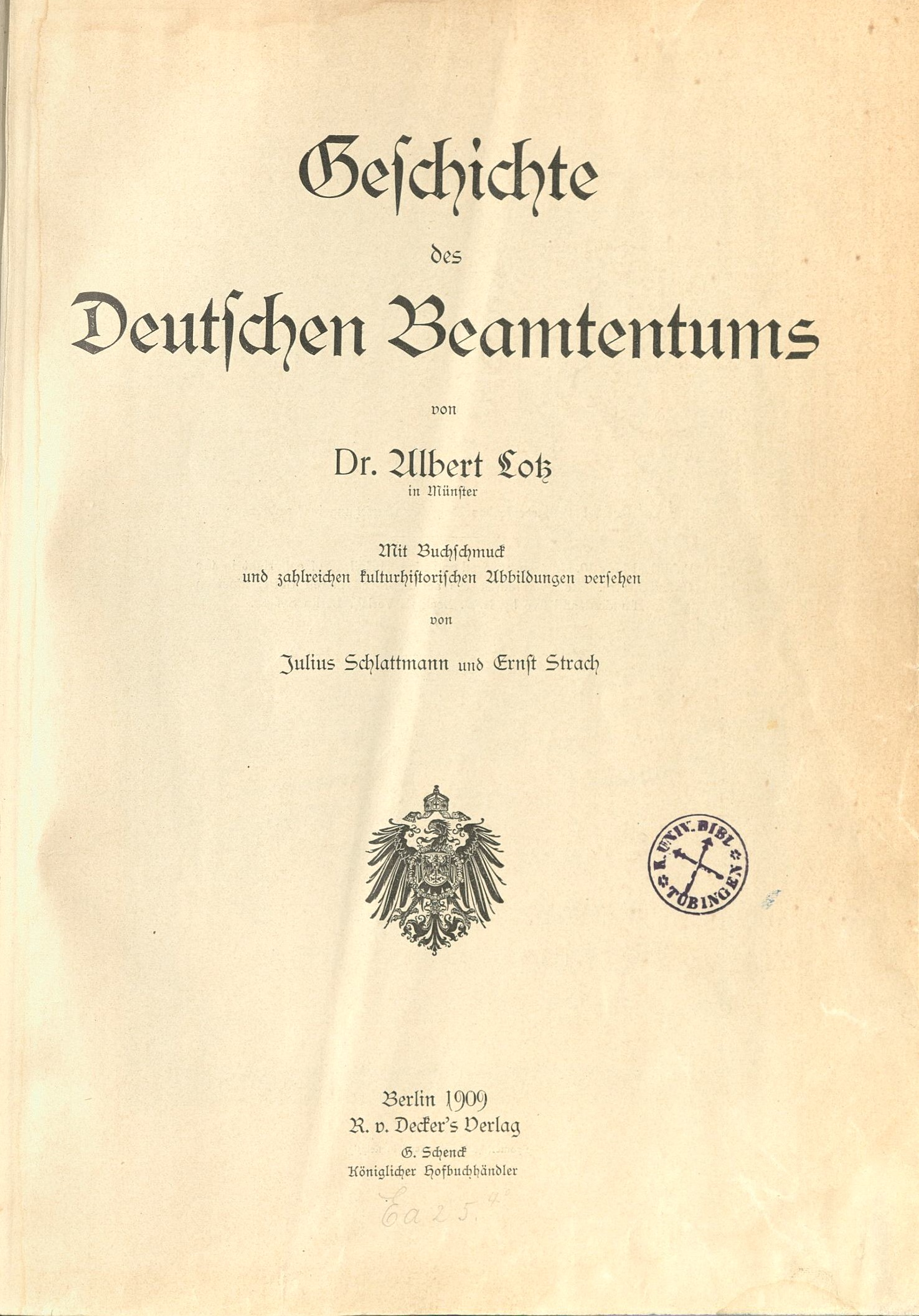
Geschichte des deutschen Beamtentums (1909)

Wissenschaftlich bekannt geworden ist er mit seiner Geschichte des deutschen Beamtentums. Während des Kaiserreichs spielte Lotz eine nicht unbedeutende Rolle in der öffentlichen Diskussion über die Rolle der Beamten in Staat und Gesellschaft. Im Zusammenhang mit der Maßregelung der konservativen Kanalrebellen, stellte er das bisherige Konzept des politischen Beamten in Frage. Er argumentierte, dass man von den Beamten nicht verlangen könne, die „jeweiligen Pläne von der Regierung verfolgten gesetzgeberischen Pläne schlechthin zu verteidigen,“ da die Minister wechseln würden, die Beamten aber blieben. Er forderte daher die Möglichkeit zur freien politischen Betätigung der Beamten, da diese im politischen Leben als Privatleute und nicht als Beamte agieren würden. Gustav Schmoller ging diese Forderung zu weit und versuchte diese durch ein Nachwort zudem entsprechenden Aufsatz von Lotz abzumildern.
Im Rahmen der Immediatskommission für eine tiefgreifende Verwaltungsreform sah Lotz in dem Zentralisierungsstreben der Ministerien einen Grund, der Ziele einer Dezentralisation der Verwaltung und eine verstärkte Selbstverwaltung verhindern würde.
Bei aller Kritik sah Lotz im deutschen Berufsbeamtentum den eigentlichen Träger des gesellschaftlichen Fortschritts.

## Schriften (Auswahl)
- Geschichte des deutschen Beamtentums. Berlin : Decker, 1909
- Spruchrecht zum preußischen Verwaltungsrecht : ausgewählte höchstrichterliche Entscheidungen. Münster i. W. : Obertüschen, 1909